# Bernardino da Siena
Bernardino da Siena, al secolo Bernardino degli Albizzeschi (Massa Marittima, 8 settembre 1380 – L'Aquila, 20 maggio 1444), è stato un francescano, teologo e predicatore italiano, appartenente all'Ordine dei frati minori. Fu proclamato santo nel 1450 da papa Niccolò V, appena sei anni dopo la morte.

## Biografia

### La vocazione e i primi anni
Bernardino nacque a Massa Marittima in provincia di Grosseto l'8 settembre 1380 dalla nobile famiglia degli Albizzeschi (famiglia di origine senese), dove il padre Tollo era governatore, e lo stesso giorno venne battezzato nella cattedrale. Rimasto orfano (a 3 anni della madre Nera e a 6 del padre) si trasferì a Siena dove frequentò gli studi e visse agiatamente, curato dalle zie.
Dopo aver vestito l'abito a ventidue anni, iniziò un'intensa attività come predicatore girando e predicando con forbito linguaggio per tutta l'Italia settentrionale.
La sua predicazione fu così incisiva da essere sprone di forte rinnovamento per la Chiesa cattolica italiana e per tutto il movimento francescano. 

### Il Cristogramma

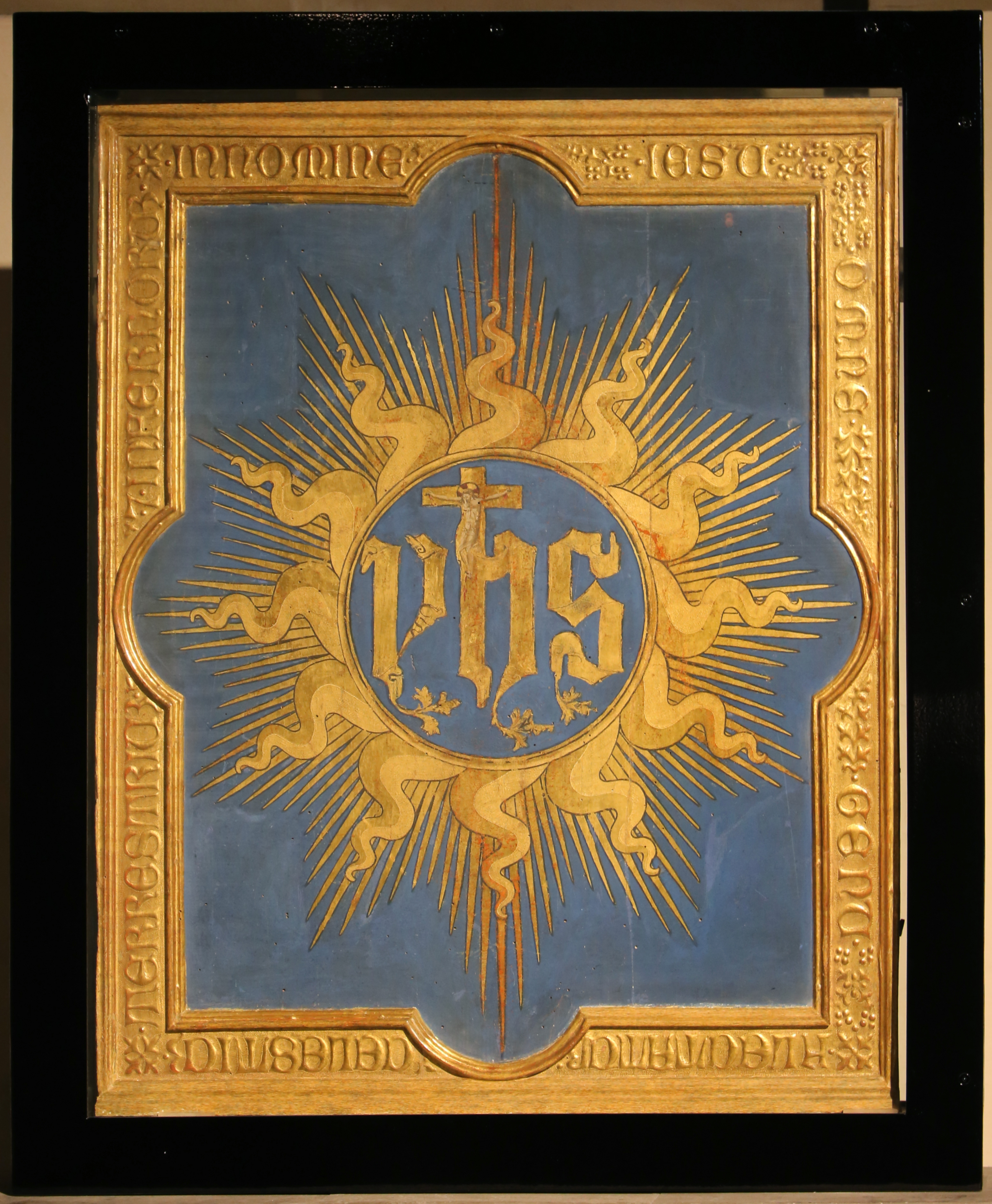
Originale icona/reliquia del Trigramma di Cristo appartenuto a San Bernardino da Siena (Chiesa di San Francesco (Prato) -Quaresima del 1424).

Nelle sue prediche insisteva sulla devozione al Santissimo Nome di Gesù. Si ritiene che grazie a lui il Cristogramma IHS sia entrato nell'uso iconografico comune e sia divenuto familiare alla gente. Infatti, ai fedeli che ascoltavano le sue prediche venivano fatte baciare delle tavolette di legno incise con il monogramma IHS sormontato da un Crocifisso e attorniato da un sole. Il simbolo disegnato sulle tavolette: un sole d'oro in campo azzurro, al centro del cerchio del sole le tre lettere IHS. Il sole ha dodici raggi che san Bernardino, in relazione al nome Gesù così descrive:
- I Rifugio dei peccatori
- II Vessillo dei combattenti
- III Medicina degli infermi
- IV Sollievo dei sofferenti
- V Onore dei credenti
- VI Splendore degli evangelizzanti
- VII Mercede degli operanti
- VIII Soccorso dei deboli
- IX Sospiro di quelli che meditano
- X Aiuto dei supplicanti
- XI Debolezza di chi contempla
- XII Gloria dei trionfanti

L'uso di baciare un simbolo religioso durante la celebrazione era diffuso nel Medioevo; il simbolo religioso, solitamente la croce, rappresentava la pace e come tale veniva presentato.

### Predicazione ed etica del lavoro

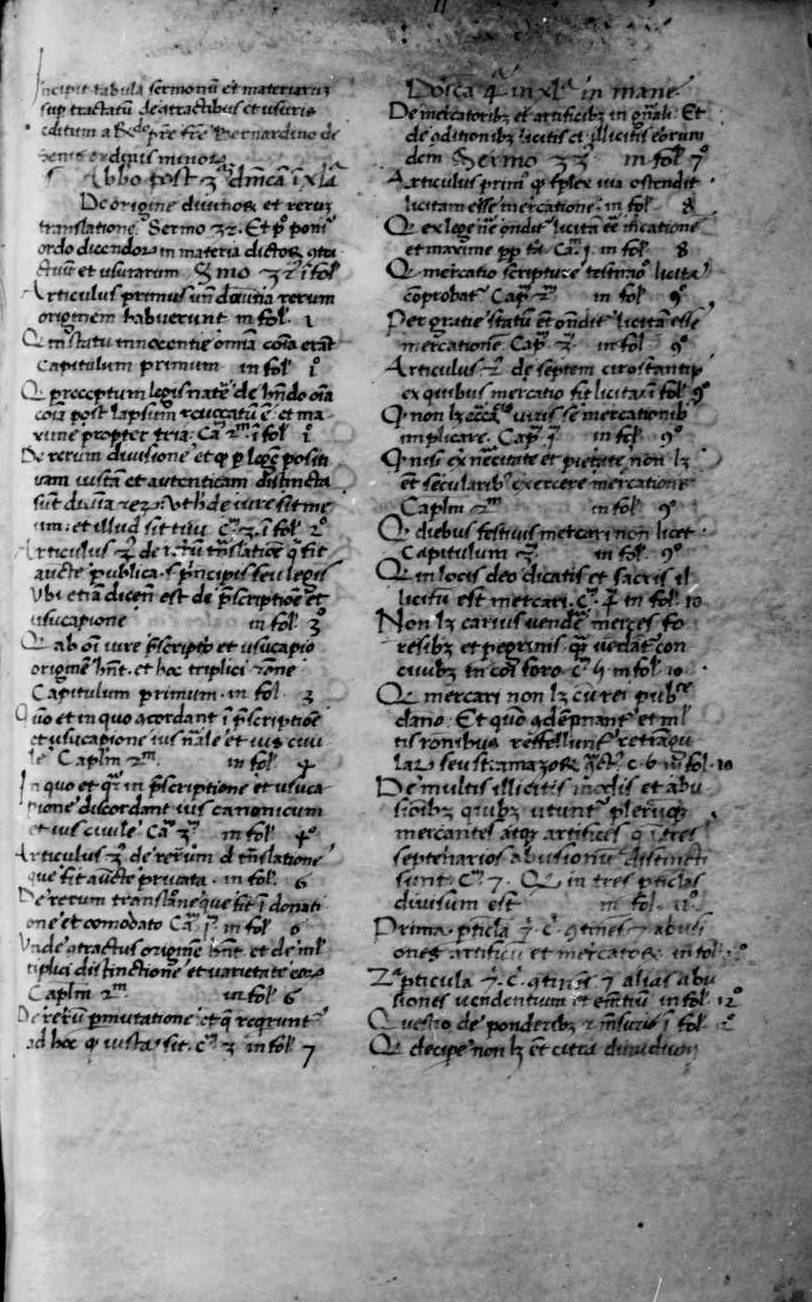
Il trattato Sui contratti e l'usura (Tractatus de contractis et usuris), manoscritto, XV secolo.

Bernardino non mancò di attenzione agli aspetti pratici della vita dei fedeli, con un'analisi innovativa e decisamente moderna.
Il suo pensiero è ricordato nella storia del pensiero economico poiché fu il primo teologo, dopo Pietro di Giovanni Olivi (1248–1298), a scrivere un'intera opera sull'economia intitolata Tractatus de contractis et usuris, reso in italiano Sui contratti e l'usura. Nel trattato egli, come già Sant'Antonio di Padova (1195–1231), condanna aspramente l'usura e affronta i temi della giustificazione della proprietà privata, dell'etica del commercio e della determinazione del valore e del prezzo. 
Analizza, inoltre, con grande profondità la figura dell'imprenditore e ne difende il lavoro onesto. Fa notare, infatti, che il commercio può venire praticato in modo lecito o illecito come tutte le altre occupazioni e non è necessariamente fonte di dannazione. Se onesto, un mercante fornisce servizi utilissimi a tutta la società: riappiana la scarsità di beni in una zona trasportandone da zone in cui sono abbondanti, custodisce beni limitando i danni di eventuali carestie, trasforma in prodotti lavorati le materie altrimenti grezze e inutili. 
Per essere onesto, sostiene Bernardino, l'imprenditore dev'essere dotato di quattro grandi virtù: efficienza, responsabilità, laboriosità, assunzione del rischio. I guadagni che derivano ai pochi che hanno saputo attenersi a queste virtù sono la giusta ricompensa per il duro lavoro svolto e i rischi corsi. 
Per contro, condanna senza mezzi termini i nuovi ricchi, che invece di investire la ricchezza in nuove attività, preferiscono prestare a usura e strangolano la società anziché farla crescere. Bernardino riteneva, infatti, che la proprietà non "appartenesse all'uomo", quanto piuttosto "fosse per l'uomo" come uno strumento per ottenere un miglioramento nell'insieme della società. Uno strumento che veniva da Dio e che l'uomo doveva meritare, applicare e far fruttare come saggio amministratore.
Come già ad altri importanti predicatori, a Bernardino fu particolarmente caro il tema della riconciliazione e della risoluzione di contese.
Fu molto assiduo nella predicazione e molto tagliente ed esplicito nei contenuti, il che gli procurò diversi nemici.
Nel 1425 predicò tutti i giorni per sette settimane nella città di Siena. Gli ambienti degli usurai e quello delle case da gioco gli si dimostrarono particolarmente ostili, tanto da far intentare contro di lui un processo per eresia sostenuto a Roma nel 1427.

### Processo per eresia, proscioglimento e predicazione a Roma
Durante il 1427, Bernardino subì il processo al vaglio della Santa Inquisizione. Fu completamente prosciolto dall'accusa grazie all'intervento del frate francescano Giovanni da Capestrano e del teologo Paolo da Venezia, che scrissero un trattato di difesa in suo favore.
Papa Martino V (r. 1417–1431) che lo conobbe durante il processo, ne fu molto impressionato, apprezzandone spiritualità ed eloquenza, e gli chiese di predicare anche a Roma. Bernardino predicò per 80 giorni consecutivi nell'Urbe, dedicando un impegno particolarmente attento a questa attività: scriveva e riscriveva i suoi discorsi prima di arrivare sul pulpito, sino ad essere certo della loro validità. Il Pontefice fu talmente colpito dalle sue prediche da volerlo nominare Predicatore della Casa Pontificia. Bernardino però rifiutò per umiltà.

### La predicazione a Siena

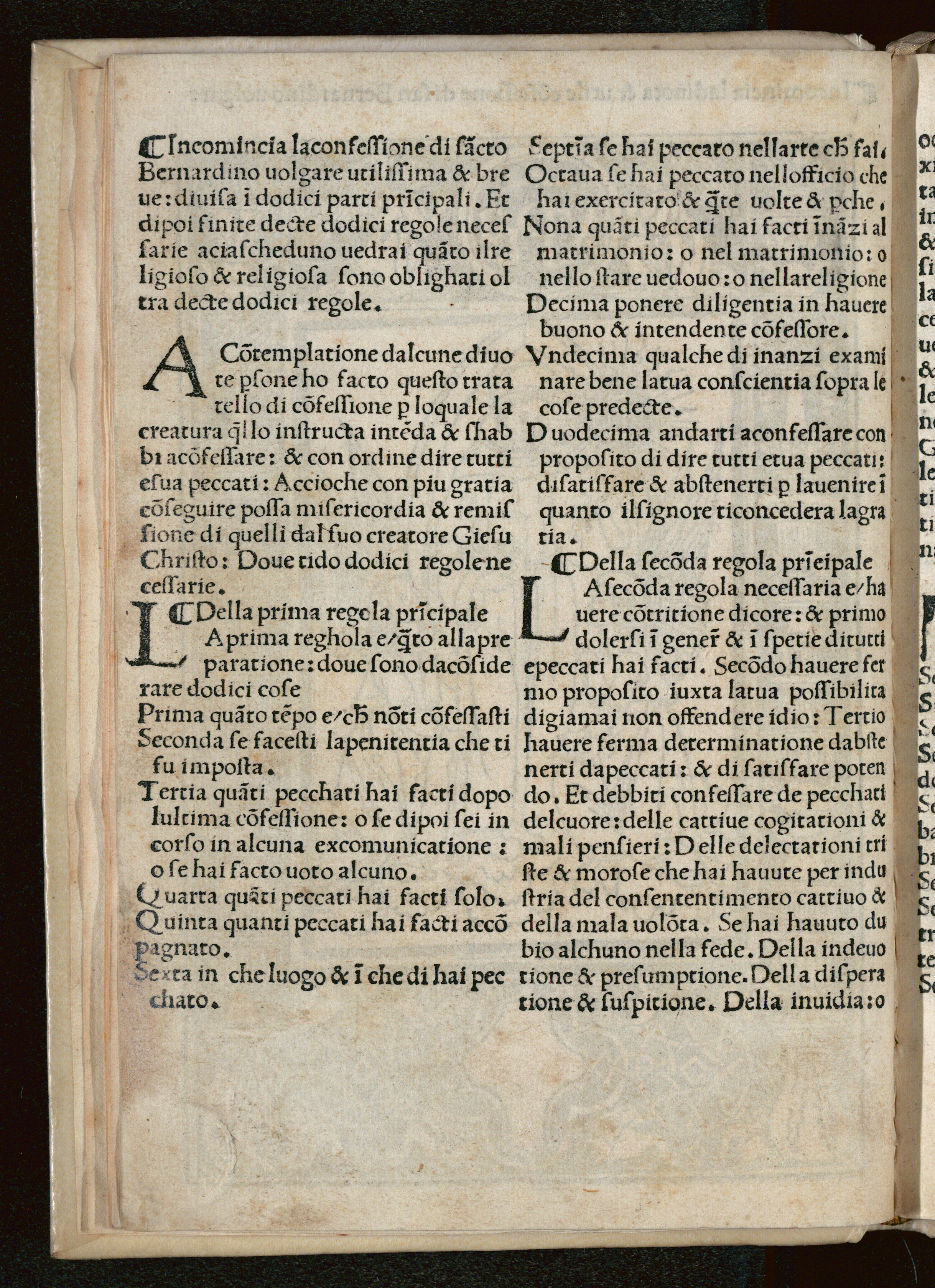
Della confessione regole 12., 1494

Le Prediche volgari sono una raccolta delle quarantacinque prediche che il Santo, su richiesta dei Signori del Comune, tenne a Siena, in piazza del Campo, per 45 giorni a partire dal 15 agosto 1427.
Quando il Santo giunse a Siena nell'agosto del 1427, era stanco dei suoi viaggi ed avrebbe desiderato riposare, ma per l'insistenza dei Signori iniziò a predicare il 15 agosto. Si deve notare che i Senesi avrebbero desiderato che il Santo ritornasse a Siena da Vescovo, ma il Santo per ben tre volte nella sua vita rifiutò il vescovado.
Poiché non vi erano, a Siena, chiese capaci di contenere tutta la popolazione, fu deciso che predicasse nella piazza del Campo. Fu poi deciso che iniziasse all'alba, per permettere a tutti di ascoltarlo. Fu alzato un altare per la Messa tra due finestre del Palazzo Comunale; successivamente fu costruito un pulpito su quattro gambe di legno. A sinistra del pulpito fu posta una tribuna per i Priori della Signoria. A destra stavano le donne e a sinistra gli uomini, separati da un tendone affinché gli uomini non "si balestrassero" con gli occhi. Il santo iniziava prestissimo a dire Messa: la piazza incominciava a riempirsi e, a Messa finita, iniziava subito la predicazione, che finiva intorno alle sette, quando aprivano i negozi e la piazza si riempiva di persone che andavano al mercato, che si teneva intorno alla stessa.
Il santo scriveva anche in latino, ma predicava in dialetto.
Vi era a Siena un tal Benedetto di maestro Bartolomeo, cimatore di panni, sposato con figli, che tralasciò il lavoro per scrivere - come si legge nel Prologo - le presenti prediche, de verbo ad verbum man mano che Bernardino le pronunciava. Tali trascrizioni sono testimone fondamentale sia della predicazione in sé, sia dell'arte oratoria di san Bernardino da Siena. Benedetto doveva conoscere un mezzo di scrittura abbreviata, ma gli esperti escludono che nel Quattrocento si potesse parlare di stenografia. Altri sistemi - note tironiane e tachigrafia - o non erano adatte alla lingua volgare o non se ne ha più notizia. Probabilmente si tratta di una brachigrafia da lui inventata.
Egli non scriveva sulla carta: inchiostro e penna d'oca mal si adattavano ad una scrittura veloce, per non parlare dei costi. Adoperava invece delle tavolette cerate su cui scriveva con lo stilo a sgraffio: con enorme risparmio perché le tavolette cerate potevano essere rispalmate e pareggiate con la parte opposta dello stilo (a forma di spatola).
Benedetto si recava al Campo con tante tavolette, preparate la sera prima, le scriveva, le riportava a casa, le ricopiava su carta pecora, rispalmava le tavolette ed era pronto per il giorno dopo; e così per quarantacinque giorni. Egli scriveva tutto, anche le esclamazioni, come ad esempio: Doh!, Ca, ca, ca, uh, uh, uh ecc. e risulta che spesso il santo non solo interloquiva con gli astanti ma parlava direttamente con essi invitandoli, per esempio, a stare attenti a trascrivere bene un certo discorso (indubbiamente fu un'opera meritoria perché, altrimenti, le prediche e quindi il pensiero del Santo sarebbero andate totalmente perduti).

### Gli ultimi anni: evangelizzatore e pacificatore
A più riprese rifiutò la carica di vescovo, per dedicarsi appieno alla sua vocazione di predicatore e missionario: nel 1427 per la città di Siena, nel 1428 per quella di Viterbo, nel 1431 per quella di Ferrara e nel 1435 per quella di Urbino. Nel 1430 si recò a cercare pace e riposo al Santuario di San Francesco sul Monteluco. A lui si devono importanti ampliamenti del santuario stesso; dopo 10 anni dalla sua morte venne eretta nel cortile una cappella a lui dedicata.
Durante la permanenza nella terra dei Montefeltro, ebbe la simpatia e la stima di Federico, futuro Duca d'Urbino, che frequentandolo ne rimarrà segnato nella spiritualità per tutta la vita.
Nel 1437 divenne vicario generale dell'ordine degli osservanti. Nel 1438 venne nominato vicario generale di tutti i francescani italiani.
Non smise mai di dedicarsi, nonostante questi incarichi, all'evangelizzazione. Nel 1444, pur essendo molto malato, su invito del vescovo Amico Agnifili, si recò a L'Aquila, anche per tentare di riconciliare due fazioni che in città si affrontavano apertamente. Morì il 20 maggio in questa città. In seguito il suo corpo fu sepolto nella basilica di San Bernardino a L'Aquila, fatta costruire dal confratello Giovanni da Capestrano, all'interno del omonimo mausoleo.
Si racconta che la bara continuò a gocciolare sangue fino a quando le due fazioni non si furono riappacificate.

## Culto

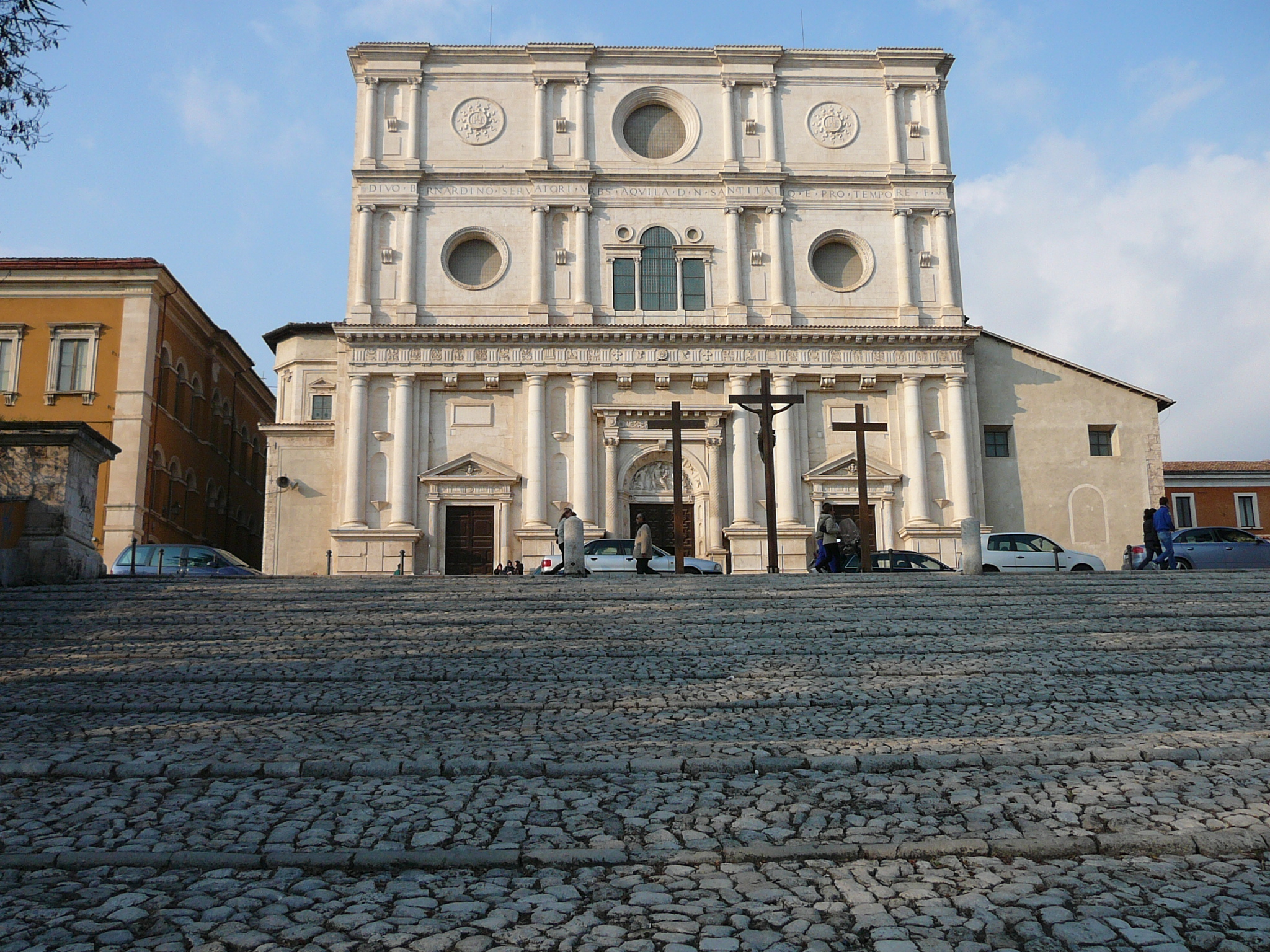
Basilica di San Bernardino all'Aquila - ESTERNO, la facciata.

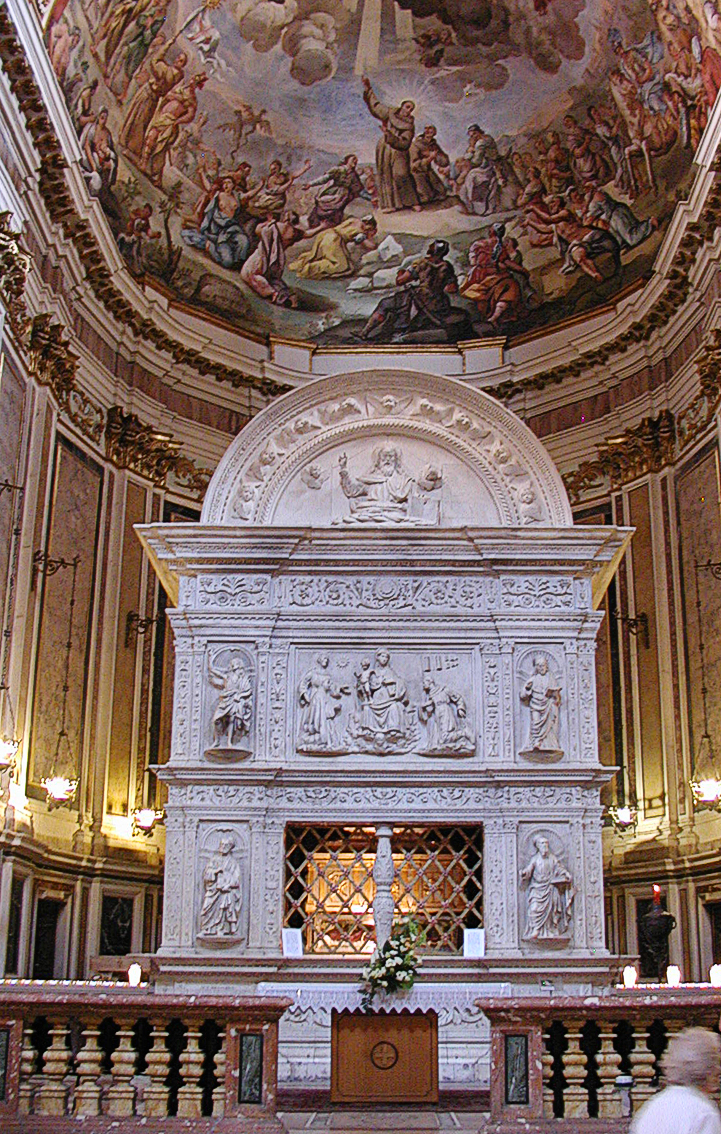
Basilica di San Bernardino all'Aquila - INTERNO, il mausoleo del santo.

Bernardino fu canonizzato nel 1450 per opera di papa Niccolò V (r. 1447–1455). In occasione del suo processo di canonizzazione, il giurista lodigiano Martino Garrati scrisse il primo trattato del diritto medievale su questo tema.
La memoria liturgica ricorre il 20 maggio.
Negli anni successivi tutto l'ordine francescano fu impegnato in un'opera di diffusione del culto e del messaggio religioso e politico di Bernardino. Venne ritratto in numerose opere d'arte dai più grandi pittori italiani dell'epoca, come Piero della Francesca, Andrea Mantegna, Perugino e Pinturicchio. Numerosi furono poi le chiese e gli oratori a lui dedicati, tra cui spiccava l'oratorio a Perugia, vero capolavoro del Quattrocento italiano. 
Il corpo del santo è conservato a L'Aquila, nella basilica a lui consacrata. L'ultima ricognizione canonica delle spoglie mortali intatte risale al 20 agosto 1968.
Nella città il culto si manifesta soprattutto con la diffusissima presenza del monogramma IHS sulle porte degli edifici. Dal 1958 ogni anno, il 20 maggio, una scuola dalla diocesi di Siena porta in dono l'olio per tenere accesa la lanterna tutto l'anno.
Già prima della canonizzazione si diffusero voci sulle gesta miracolose a lui attribuite, alcune delle quali trovarono spazio in un'edizione di quegli anni della Legenda Aurea.
Le prediche tenute da Bernardino nei suoi viaggi furono raccolte da un suo fedele discepolo e pubblicate dopo la sua morte. Esse sono un esempio di grande interesse di letteratura sacra e testimoniano le tensioni di rinnovamento spirituale che ebbero luogo nel XV secolo.
La spiritualità di Bernardino da Siena influenzò personaggi provenienti dai più diversi luoghi ed ambienti: oltre al già citato Federico da Montefeltro si possono citare l'ex pirata albanese Pietro Bianco da Durazzo, fondatore, presso Forlì, del Santuario di Santa Maria delle Grazie di Fornò (1450), e il beato Bernardino Caimi, fondatore del Sacro Monte di Varallo.

## Patronati
San Bernardino da Siena è patrono di alcuni comuni italiani:
- Altavilla Irpina (AV)
- Arco (TN) (compatrono)
- Bernalda (MT)
- Campagna (SA)
- Capalbio (GR)
- Carpi (MO)
- Cartoceto (PU)
- Casargo (LC)
- Castelspina (AL)
- Civitanova del Sannio (IS)
- Colico (LC)
- Filettino (FR)
- Gissi (CH)

- L'Aquila – compatrono
- Luzzana (BG)
- Marsicovetere (PZ)
- Massa Marittima (GR)
- Mogoro (OR)
- Moncucco Torinese (TO)
- Montecchio (TR)
- Montecorvino Pugliano (SA)[senza fonte]
- Montefranco (TR)
- Montegallo (AP)
- Morano Calabro (CS)
- Morcone (BN)

- Offagna (AN)
- Piansano (VT)
- Ponte Nossa (BG) - compatrono
- Ramazzano (PG) – compatrono
- Rodigo (MN)
- Roncadelle (BS)
- Sesto Calende (VA)
- Sipicciano (VT) – compatrono
- Torrice (FR)
- Trento (TN)
- Trevignano Romano (RM)
- Venezia – compatrono secondario
- Vicalvi (FR)
- Vinchiaturo (CB)

Per l'invenzione del "logo" del Nome di Gesù è considerato il patrono dei pubblicitari.

## La figura di san Bernardino nell'arte

Istruzioni morali, 1774 (Fondazione Mansutti, Milano).

Dopo la morte di san Bernardino, l'ordine dei Francescani volle subito promuoverne la figura come campione di testimonianza della fede in Cristo e del potere salvifico di tale fede. La figura del santo – rappresentata per lo più mentre regge una tavoletta con il "monogramma di Cristo" - è seconda solo a quella del fondatore, san Francesco, nei dipinti destinati ai luoghi di culto francescani o in quelli commissionati dai tanti devoti che egli subito ebbe. 
È probabile che i ritratti che abbiamo di lui siano più accurati rispetto a quelli di altri personaggi storici dell'epoca. Infatti sappiamo che, subito dopo la morte, circolava a Siena un suo ritratto. Questo venne successivamente confrontato con un calco mortuario eseguito a L'Aquila e si rivelò essere molto somigliante. È probabile che sia servito, negli anni successivi, come prototipo delle innumerevoli rappresentazioni di Bernardino. I tratti somatici del santo - con la testa calva ed il volto fortemente emaciato - appaiono quasi sempre simili tra loro.
Una delle prime raffigurazioni di Bernardino pervenutaci, datata 1447, tre anni prima della sua canonizzazione, è data da un affresco strappato e riportato su tela proveniente dalla chiesa di San Francesco di Vercelli e conservato al Museo Francesco Borgogna.
Nel 1454 Giorgio di Matteo scolpisce una statua rappresentante San Bernardino nel portale della chiesa di San Francesco alle Scale di Ancona, città nella quale il santo aveva predicato. Erano trascorsi appena dieci anni dalla morte.
Al 1455-56 risale la realizzazione del retablo di San Bernardino per la chiesa cagliaritana di San Francesco di Stampace (oggi custodito presso la Pinacoteca Nazionale di Cagliari) ad opera dei due pittori catalani, Rafael Thomàs e Joan Figuera.
Nel 1460 (vale a dire 16 anni dopo la sua morte) san Bernardino viene affrescato nel Santuario della Madonna del Carmine in San Felice del Benaco (Brescia).
Tra le tante opere va menzionato, per la elevata qualità artistica, il ciclo di affreschi sulla Vita di San Bernardino eseguito nel 1486 da Pinturicchio a Roma nella cappella Bufalini della Basilica di Santa Maria in Aracoeli.
Va aggiunta un'opera finora occultata, la cui foto è archiviata nel catalogo fondazione Federico Zeri, Università Bologna, che illustra una "Madonna con bambino e San Bernardino", attribuito da Federico Zeri a Leonardo da Vinci; vi è di più la simiglianza della cornice del dipinto con il mausoleo del santo, che comprova la visita del Maestro nella città della Basilica, per la realizzazione del dipinto.
Di grande importanza per l'Abruzzo la tela presente nel Convento di Sant'Antonio di Palena con la insolita presenza della mitra ai piedi del santo, come segnalato dallo studioso di abruzzesistica Alessandro Morelli.

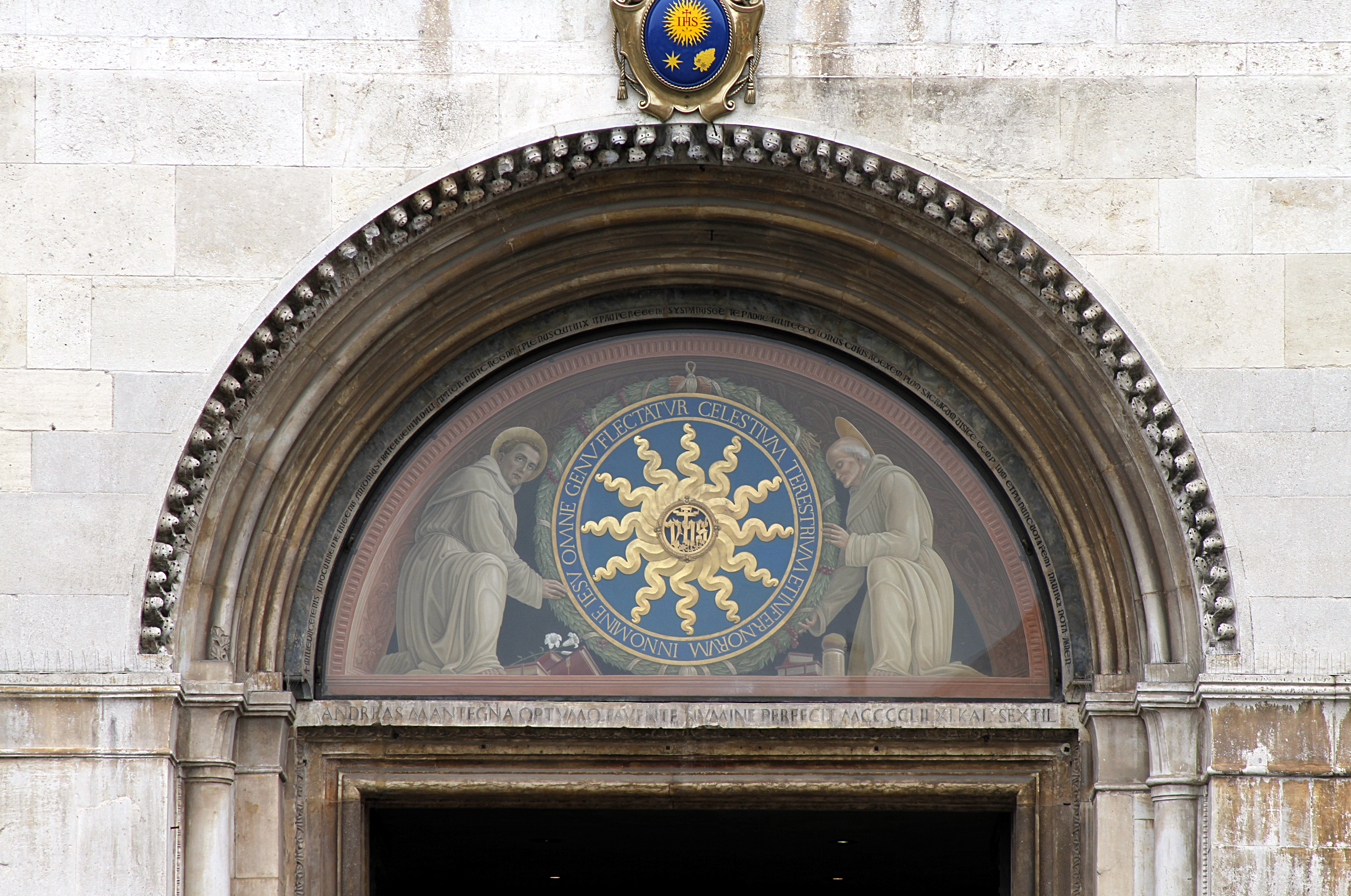
Andrea Mantegna, Sant'Antonio da Padova e san Bernardino reggono il monogramma di Cristo.
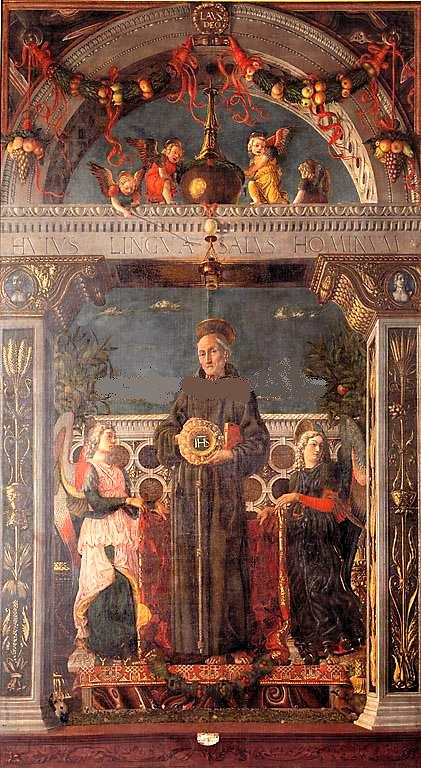
Andrea Mantegna, San Bernardino da Siena tra due angeli.
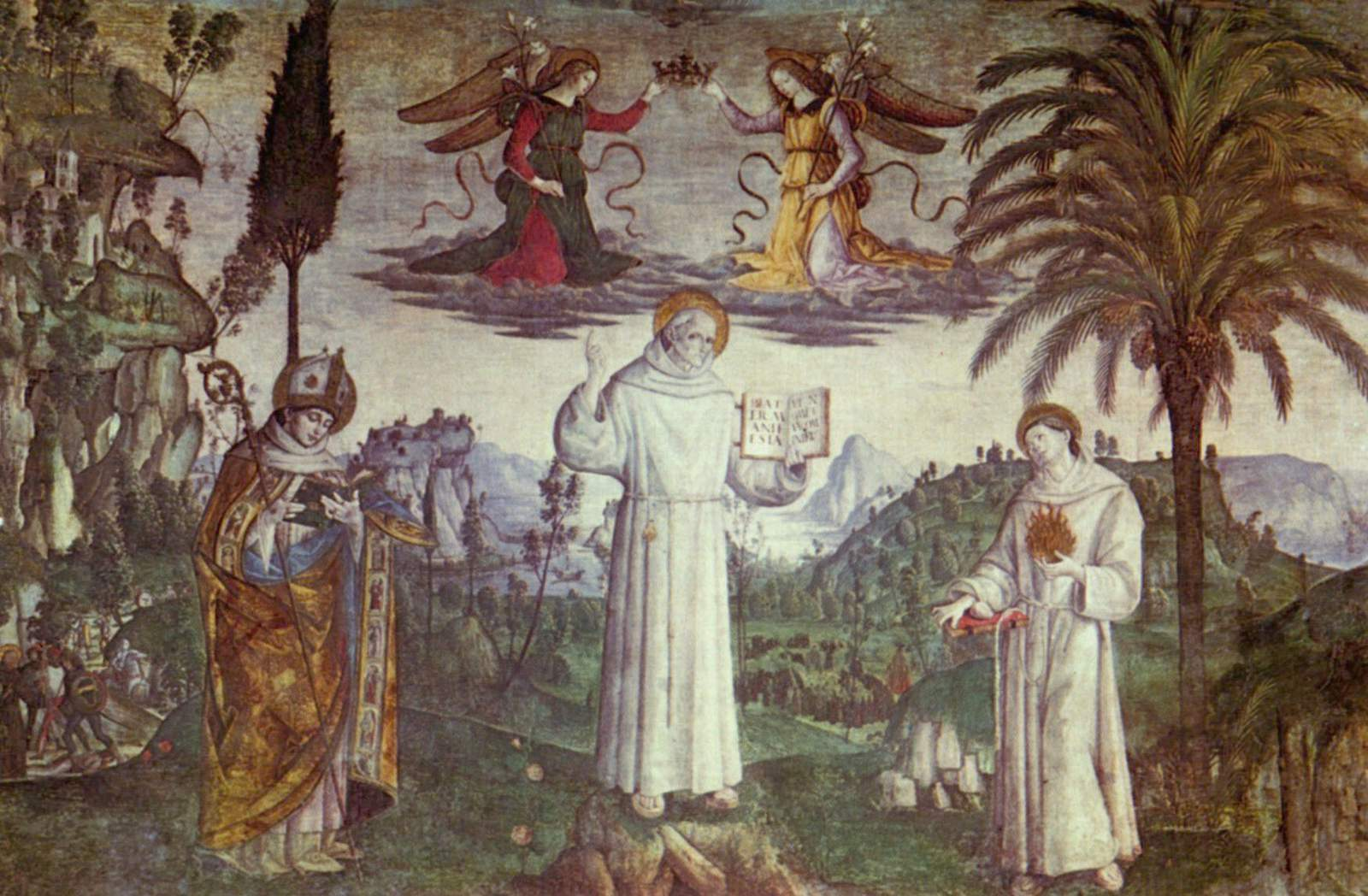
Pinturicchio, Gloria di san Bernardino da Siena (1500 ca), Roma, basilica di Santa Maria in Aracoeli.
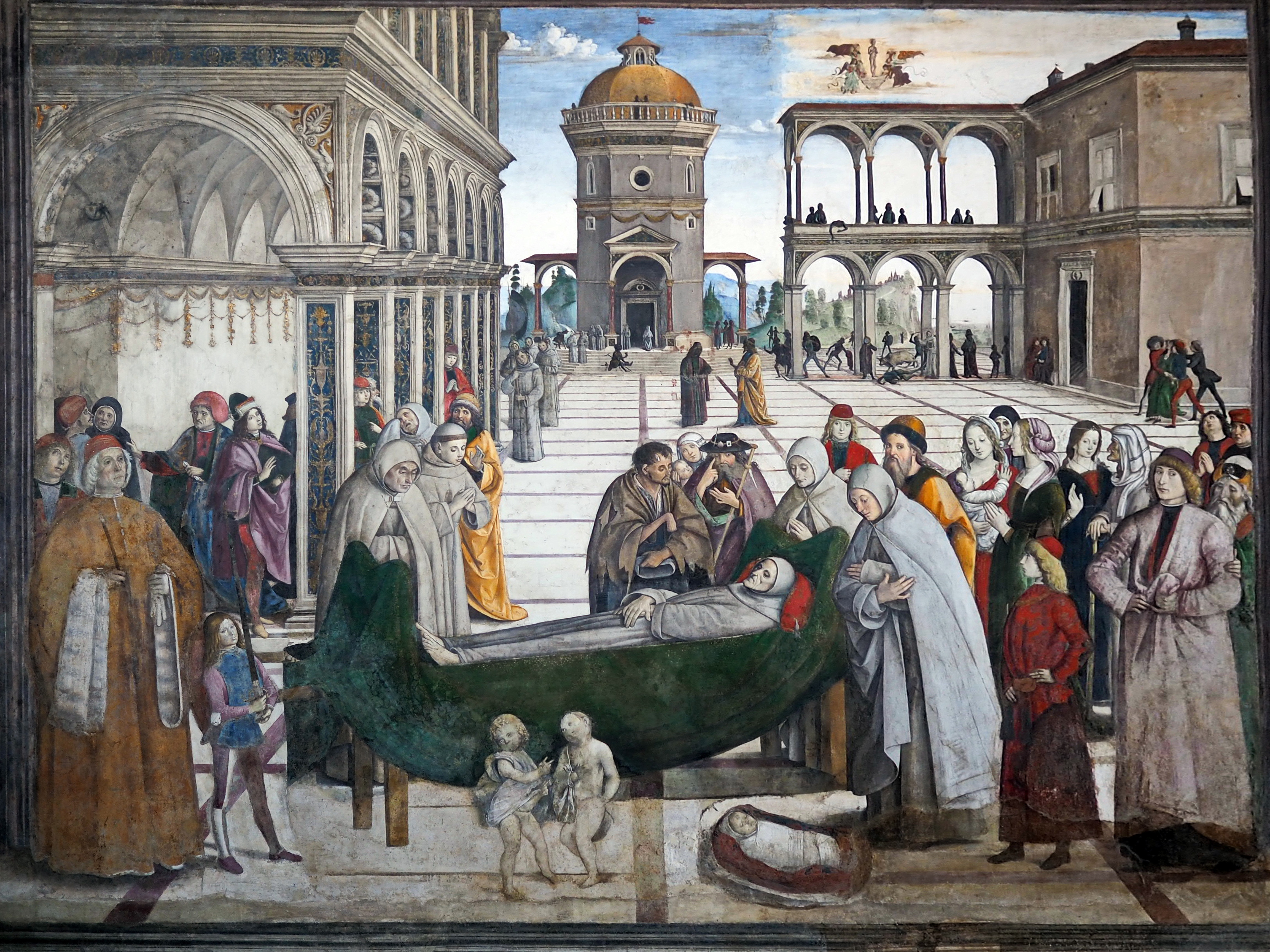
Pinturicchio, Funerali di san Bernardino, Roma, basilica di Santa Maria in Aracoeli.
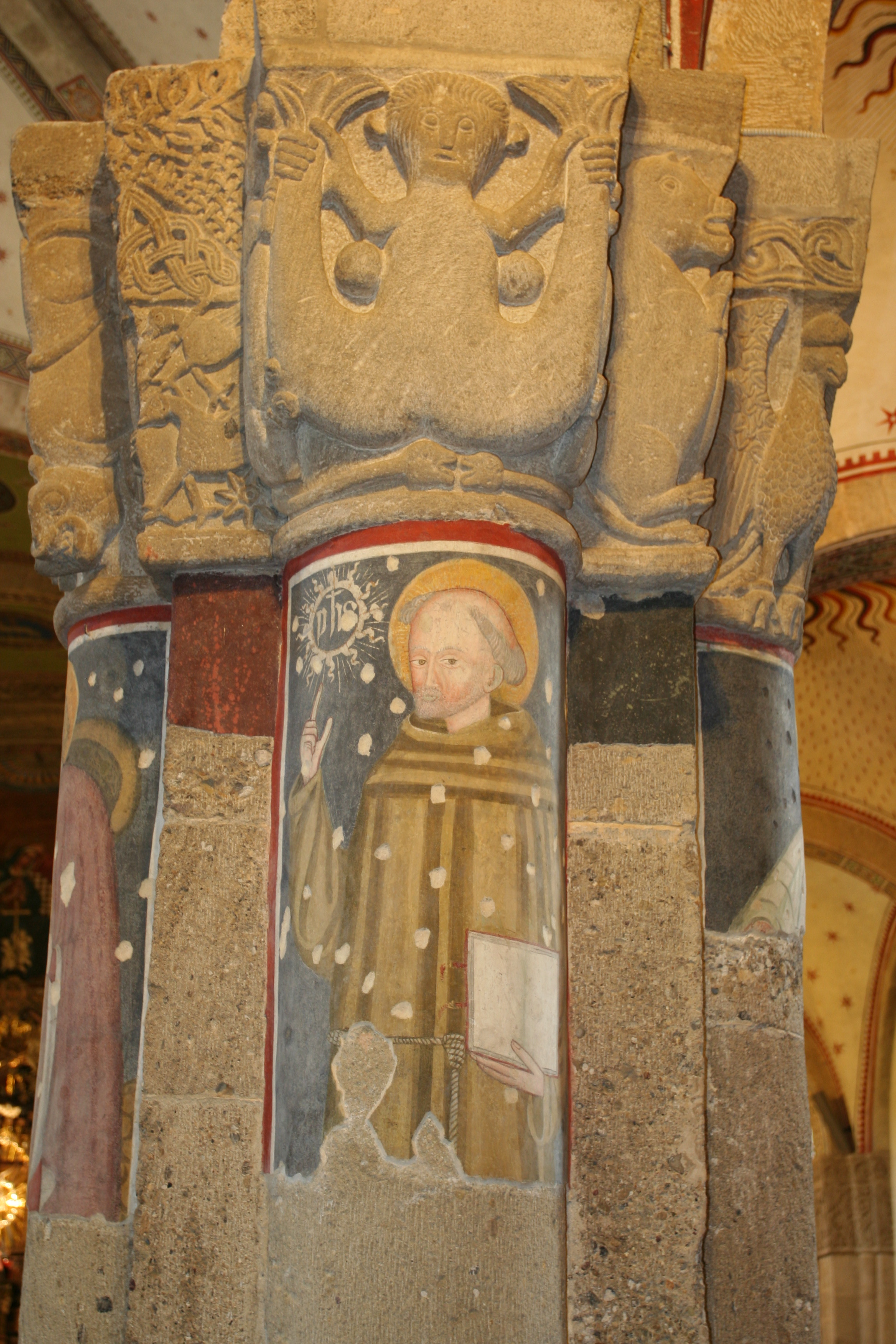
San Bernardino da Siena - Rivolta d'Adda, basilica di San Sigismondo
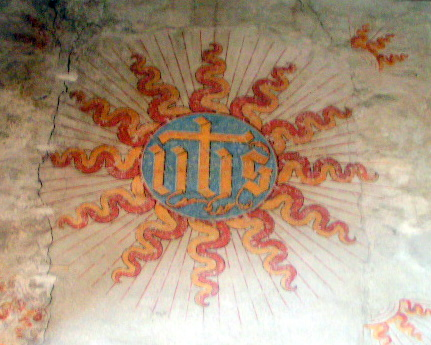
Orifiamma di san Bernardino, affresco nella chiesa di Santa Maria degli Angeli (Lugano).

## Prediche
I titoli delle prediche del ciclo senese del 1427 di San Bernardino da Siena sono:
- I - In questa predica si tratta come la nostra gloriosa Madre andò in cielo, e de l'allegrezza che fece il paradiso di lei.
- II - In questa siconda predica si contiene della mirabile cura che Idio ha sopra dell'umana natura; e come Idio ci guarda colli angioli suoi.
- III - Nella quale tratta delle parti vuole avere il predicatore e l'uditore.
- IV - Qui dice come si die lassare il male e fare il bene, assegnando bellissime ragioni.
- V - In questa quinta predica si tratta come Idio ci mostra a noi è suoi grandi giudici, con molte belle ragioni.
- VI - In questa sesta predica si tratta de' detrattori con bellissimi essempli.
- VII - In questa settima predica si tratta anco della mala lingua, e de' remedi contra e' detrattori, con belle ragioni.
- VIII - In questa ottava predica (tratta) come l'uomo de' raffrenare la lingua.
- IX - Perché Iddio ci ha dato la lingua, e della detrazione.
- X - Qui tratta delle divisioni e parzialità, e delli stermini che Idio manda.
- XI - Similmente tratta delle parzialità.
- XII - Anco contiene delle parti.
- XIII - In questa predica si tratta di tre giudici, quando Cristo verrà a giudicare el mondo, con bellissime autorità.
- XIV - In questa seguente predica diremo di coloro che cominciano a far bene, e poi tornano indietro, e come Idio gli ha in odio.
- XV - In questa seguente predica si contiene della siconda visione di Giovanni evangelista, tocando molto della superbia de' peccatori, con bellissime ragioni.
- XVI - In questa seguente predica si contiene della dilezione del prossimo.
- XVII - Qui in questa presente predica si tratta de' reggimenti e delli stati, e con quanta giustizia debba règgiare chi ha offizio.
- XVIII - Qui in questa predica si tratta come si deve amare il prossimo suo; e chi è prodssimo.
- XIX - Come il marito diè amare la donna, così la donna il suo marito.
- XX - Qui appresso in questa predica si tratta pure dell'ordinato amore che debba èssare infra la moglie e 'l marito.
- XXI - In questa seguente predica si tratta come el matrimonio debba èssare considerato, per tre belle ragion.
- XXII - In questa seguente predica si tratta come si debba onorare le vere vedove.
- XXIII - In questa presente predica si tratta delle parzialità, con molti belli esempli.
- XXIV - Qui tratta della Natività della Vergine Maria.
- XXV - Come debba ministrare iustizia chi ha offizio.
- XXVI - Come e che si de' domandare a Dio.
- XXVII - Come si de' domandare a Dio che c'insegni a fare la sua volontà.
- XXVIII - Similmente, che Idio c'insegni a fare la sua santa volontà.
- XXIX - Della Annunziazione della Vergine gloriosa Maria.
- XXX - Qui tratta delle dodici donzelle che ebbe la Vergine Maria.
- XXXI - Come si de' perseverare insino al fine chi vuole avere la corona.
- XXXII - Come santo Giovanni vidde un altro Angiolo venire, il quale fu santo Francesco.
- XXXIII - dimostra come si de' temere Idio, e come Lucifero cadde per la superbia.
- XXXIV - Come Iddio si deba temere; e d'una visione di Giovanni nello Apocalipse.
- XXXV - Qui si tratta delli tre peccati capitali.
- XXXVI- Qui tratta de' flagelli di Dio e de le locuste.
- XXXVII - Come ogni cosa di questo mondo è vanità.
- XXXVIII - Dei mercatanti e de' maestri, e come si den fare le mercanzie.
- XXXIX - In questa reprende l'abominevole peccato della maledetta soddomia.
- XL - Qui tratta della elemosina, e a chi si de' fare la limosina.
- XLI - Similmente della elemosina e dell'utilità e frutto che ne seguita a chi la fa.
- XLII - Qui tratta come David profeta cercando in questo mondo per la pace, non la poté trovare.
- XLIII - In questa predica si tratta come Dio creò gli Angioli, e come gli uomini di questo mondo partecipano di loro.
- XLIV - Qui tratta di santo Francesco e del suo infiammato amore e fervore.
- XLV E ULTIMA - Come si debba amare Dio; e come s'acomiatò dal popolo.

## Opere
- Della confessione regole XII, Impressa in Firenze, per ser Lorenzo Morgiani & Giovanni di Maganza, Adi ultimo di gennaio MCCCCLXXXXIIII.
- (LA) [Opere], vol. 1, Venetiis, in aedibus Andreae Poletti, 1745.
- (LA) [Opere], vol. 2, Venetiis, in aedibus Andreae Poletti, 1745.
- (LA) [Opere], vol. 3, Venetiis, in aedibus Andreae Poletti, 1745.
- (LA) [Opere], vol. 4, Venetiis, in aedibus Andreae Poletti, 1745.
- (LA) In Apocalypsim Beati Joannis Commentarii, Venetiis, in aedibus Andreae Poletti, 1745.

Ritratto di san Bernardino, in Sancti Bernardini Senensis Opera omnia, 1745

- Le Prediche Volgari a cura di Piero Bargellini, Collana I Classici Rizzoli Diretti da Ugo Ojetti, Rizzoli & C. Editori, Milano-Roma, 1936.
- Novellette, aneddoti, discorsi volgari, a cura di Giona Tuccini, Genova, Il Melangolo, 2009. ISBN 978-88-7018-716-8
- Prediche della Settimana santa (Firenze, 1425), Paoline Editoriale Libri, 1995.

### Manoscritti
- Tractatus de contractibus et usuris, XV secolo, Milano, Biblioteca Trivulziana, Fondo manoscritti, Triv. 674,  ff. 1-228.
  -  Tractatus de contractibus et usuris, XV secolo, Milano, Biblioteca Ambrosiana, Fondo manoscritti, ms. M 39 sup.,  ff. 43r-91r.
- Tractatus de restitutione, XV secolo, Milano, Biblioteca Ambrosiana, Fondo manoscritti, ms. M 39 sup.,  ff. 1r-43r.